# Tiloi
Tiloi fou un estat tributari protegit, una de les talukes d'Oudh. Estava goevrnada per una dinastia descendent de Rahas Singh de Kanhpuria.

## Llista de talukdars
- Raja KANDHE RAO
- Raja UDEBHAN SINGH (fill)
- Raja SURAT SINGH 1670-1680 (fill)
- Diversos successor incloent Raja MOHAN SINGH vers1720
- Raja BALBHADDAR SINGH, ?-1784.
- Raja SHANKAR SINGH 1784-? (fill adoptiu)
- Raja BUNIAD SINGH (fill)
- Raja JAGPAL SINGH ?-1875 (fill)
- Raja Bahadur SURPAL SINGH 1875-1900
- Cort de Wards 1900-1920
- Raja Bahadur BISHWANATH SARAN SINGH 1920-1946 (adoptat)
- Raja Bahadur PASHUPATI NATH SARAN SINGH 1946-1955 (fill, + 1997)